# Tiriel Mora
Tiriel Mora (nacido el 19 de octubre de 1958) es un actor de cine y televisión australiano.

## Primeros años
Es hijo de la difunta artista de Melbourne Mirka Mora y de Georges Mora, empresario, marchante de arte, mecenas, connaisseur y restaurador australiano nacido en Alemania. Georges procedía de una familia judía de ascendencia polaca. Su madre Mirka (de soltera Zelik) era de ascendencia judía rumana y lituana. Los hermanos mayores de Tiriel son eldirector de cine Philippe Mora y el comerciante de arte William Mora.

## Carrera
Mora es mejor conocido por sus papeles como el duro periodista Martin Di Stasio, en la serie de televisión Frontline, y el torpe abogado local Dennis Denuto, en la película The Castle.
Mora también apareció en anuncios de la aerolínea Qantas en la década de 2000, como un Nebari llamado Silas en Farscape (1999-2003), como el juez Renmark en el drama legal de ABC-TV Janet King (2014), en los largometrajes familiares de Matt Drummond Dinosaur Island (2014) y My Pet Dinosaur (2017). En el 2018 comenzó a aparecer en la serie Home and Away como un abogado.